# Heliophanus nobilis
Heliophanus nobilis là một loài nhện trong họ Salticidae.
Loài này thuộc chi Heliophanus. Heliophanus nobilis được Wanda Wesołowska miêu tả năm 1986.